# Marienkirche (Ellwangen)
Die Marienkirche im Zentrum Ellwangens ist eine katholische Kirche, die 1427 als Stadtkirche für die Stadtpfarrei Ellwangen erbaut wurde und heute zur Pfarrei St. Vitus gehört.

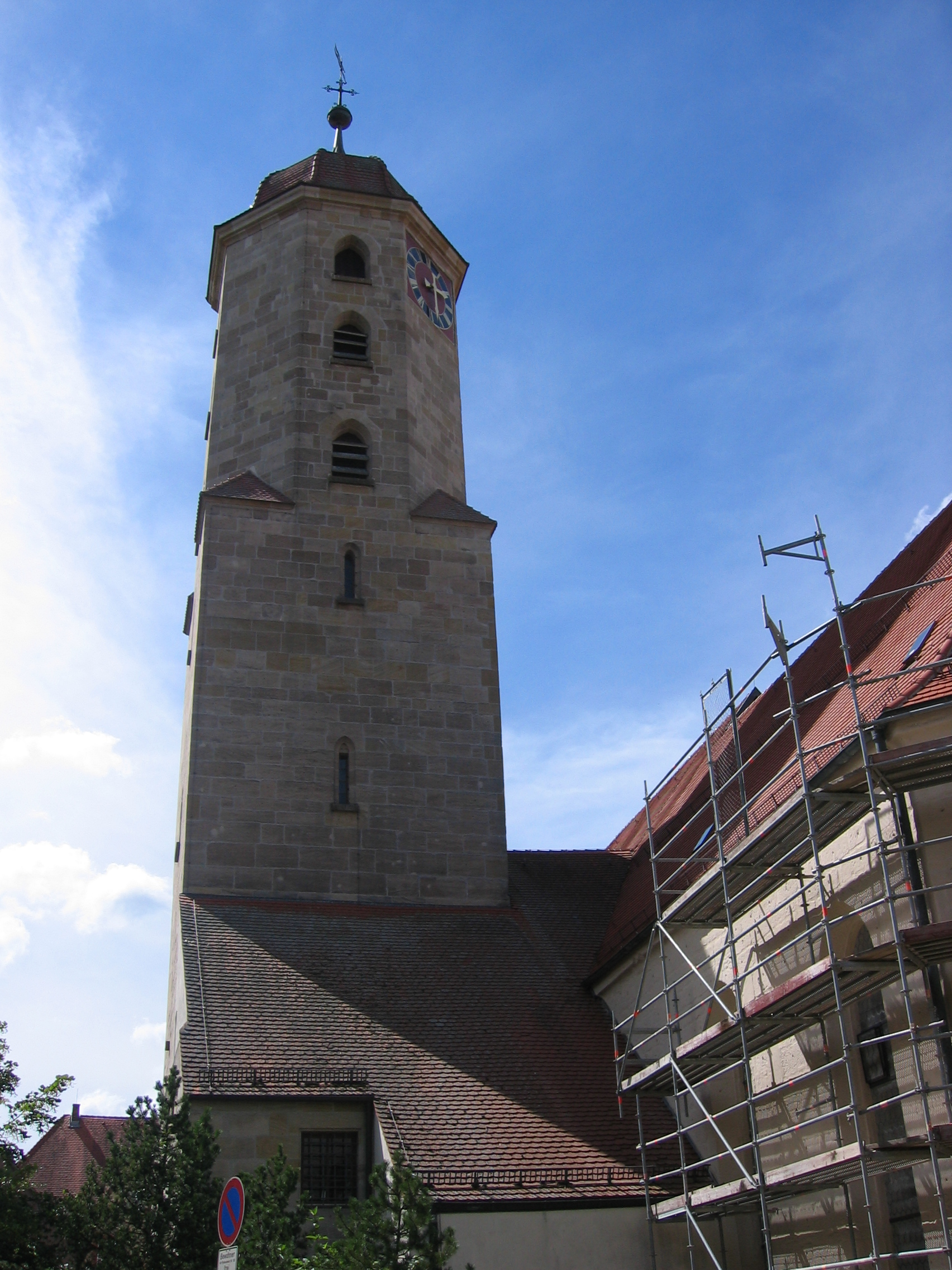
Blick auf die Marienkirche von der Straße „An der Mauer“

## Geschichte

### Vorgängerbauten der Marienkirche
Die frühe Geschichte der Marienkirche liegt über weite Teile im Dunkeln, es gibt lediglich Hinweise darauf, dass die Marienkirche zunächst im Bereich der Priestergasse stand und erst später an ihren heutigen Standort verlegt wurde. Sicher ist, dass die (frühe) Marienkirche bereits 1259 jegliche Selbstständigkeit verloren hatte, das heißt dem Benediktinerkloster Ellwangen einverleibt wurde. Auch ein exaktes Weihedatum kann nur schwer angegeben werden, von eventuellen früheren Weihen sind keine Aufzeichnungen mehr vorhanden. Aufgrund eines Pergamentes, das im Schlossmuseum gefunden wurde, ist jedoch gesichert, dass eine Weihe der Kirche am 7. Juli 1398 (dem ersten Freitag nach Fronleichnam) vom Titularbischof von Sebaste vollzogen wurde. Wahrscheinlich handelt es sich um den Karmeliten Ulrich, der sich für das Jahr 1404 als Weihbischof in Augsburg belegen lässt.

### Bau der Marienkirche
Der Baubeginn der Marienkirche wird mit 1427 angegeben, Erbauer ist wahrscheinlich der Abt Johann von Holzingen. In den folgenden Jahren fanden noch zahlreiche Baumaßnahmen statt, 1447 wurde beispielsweise ein neuer Altar hinzugefügt. Nach größere Renovierungsarbeiten (1487–1492) bei der das gesamte Bauwerk einschließlich der Altäre erneuert wurden, wurde die Kirche um den Michaelstag (29. September) des Jahres 1493 von einem Bischof aus Adramytteum erneut konsekriert. Da die Weihezeremonie sehr umfangreich war und sich über mehrere Tage erstreckte, ist eine genaue Angabe des Weihedatums des Kirchenbaus nicht möglich. Gesichert ist jedoch, dass die Altäre am 29. September 1493 geweiht wurden. Heute wird das Jahr 1493 als Weihedatum angegeben.

### Veränderungen in den Folgejahren
Der Kirchenbau wurde aber auch in den folgenden Jahrhunderten immer wieder verändert: So wurde beispielsweise die zunächst im gotischen Stil erbaute Kirche 1753 im Innenraum barockisiert. Dabei wurde überwiegend minderwertiges Baumaterial verwendet, was man auch heute noch gut an der Außenfassade erkennen kann.
Bis 1818 diente die Marienkirche neben der Stiftsbasilika St. Vitus als zweite Ellwanger Pfarrkirche, deren Sprengel weitaus größer war als das der Stiftspfarrei. Es umfasste die gesamte Stadt Ellwangen und einige umliegende Gehöfte und Weiler. Da die Marienkirche ja seit 1259 nicht mehr selbstständig war, wurden die Geschicke der Pfarrei vom Kloster bzw. Stift geleitet, das heißt Kloster- bzw. Stiftsgeistliche und später im 18. Jahrhundert die Jesuiten wirkten als Seelsorger. Sie trugen zwar den Titel Pleban oder Pfarrer, waren in Wirklichkeit aber nur Ewigvikare mit bescheidener Besoldung. Nach dem Anschluss der Fürstpropstei Ellwangen an Württemberg wurde die Marienpfarrei im Jahr 1818 mit der Stiftspfarrei vereinigt.

### Renovierungsarbeiten im 21. Jahrhundert
Von 1993 bis 2004 wurden umfangreiche Sanierungsarbeiten am Turm und an der Fassade durchgeführt. Bereits in dieser Bauphase wurden im Innenraum eine starke Rissbildung in den Deckengewölben und den Deckengemälden festgestellt, die weitere Sicherungsmaßnahmen im Innenraum unumgänglich machten. Dazu musste die Kirche in den Jahren 2004 bis 2007 vollständig geschlossen werden. Am Fest Mariä Himmelfahrt wurde die Marienkirche am 15. August 2007 wieder feierlich eröffnet.
Von November 2023 bis Mai 2025 war die Kirche erneut – wegen Sanierungen – geschlossen. Die Kirche wurde mit einem Festgottesdienst am 18. Mai 2025 wiedereröffnet.

## Beschreibung

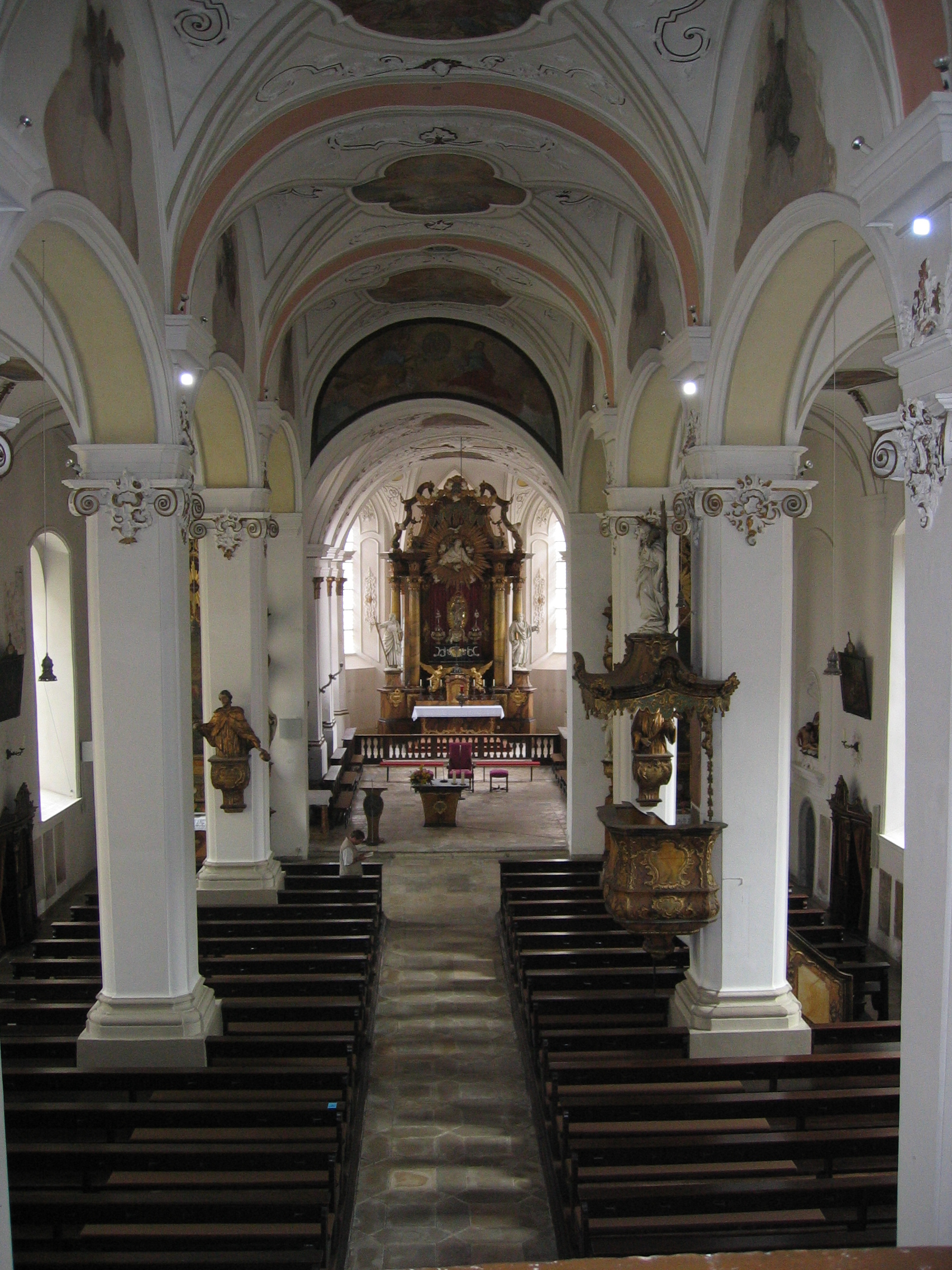
Der Innenraum der Marienkirche

Mit ihrem 40 Meter hohen freistehenden Turm zählt die Marienkirche neben der Basilika St. Vitus zu den von Weitem sichtbaren Wahrzeichen der Innenstadt von Ellwangen.

### Innenraum
Deckenmalereien von Edmund Widemann schmücken das Kirchenschiff. Besonders auffällig sind der Silberaltar und die Madonna, die der Ellwanger Bürger Ignaz Emer 1748 im Chor der Kirche schuf. An den Seiten des Altarraumes findet sich das geschnitzte Chorgestühl, das für die Mitglieder der Rosenkranzbruderschaft reserviert ist. Der fürstpröpstliche Baumeister Arnold Friedrich Prahl, der die Marienkirche 1753 umgestaltete, ist in der Kirche begraben.

### Geläut
Das Geläut der Marienkirche besteht aus vier Glocken. Die größte Glocke wurde 1899 gegossen, eine weitere 1908. Die jüngste Glocke ist die von der Rosenkranzbruderschaft 1961 gestiftete Marienglocke.

## Orgel

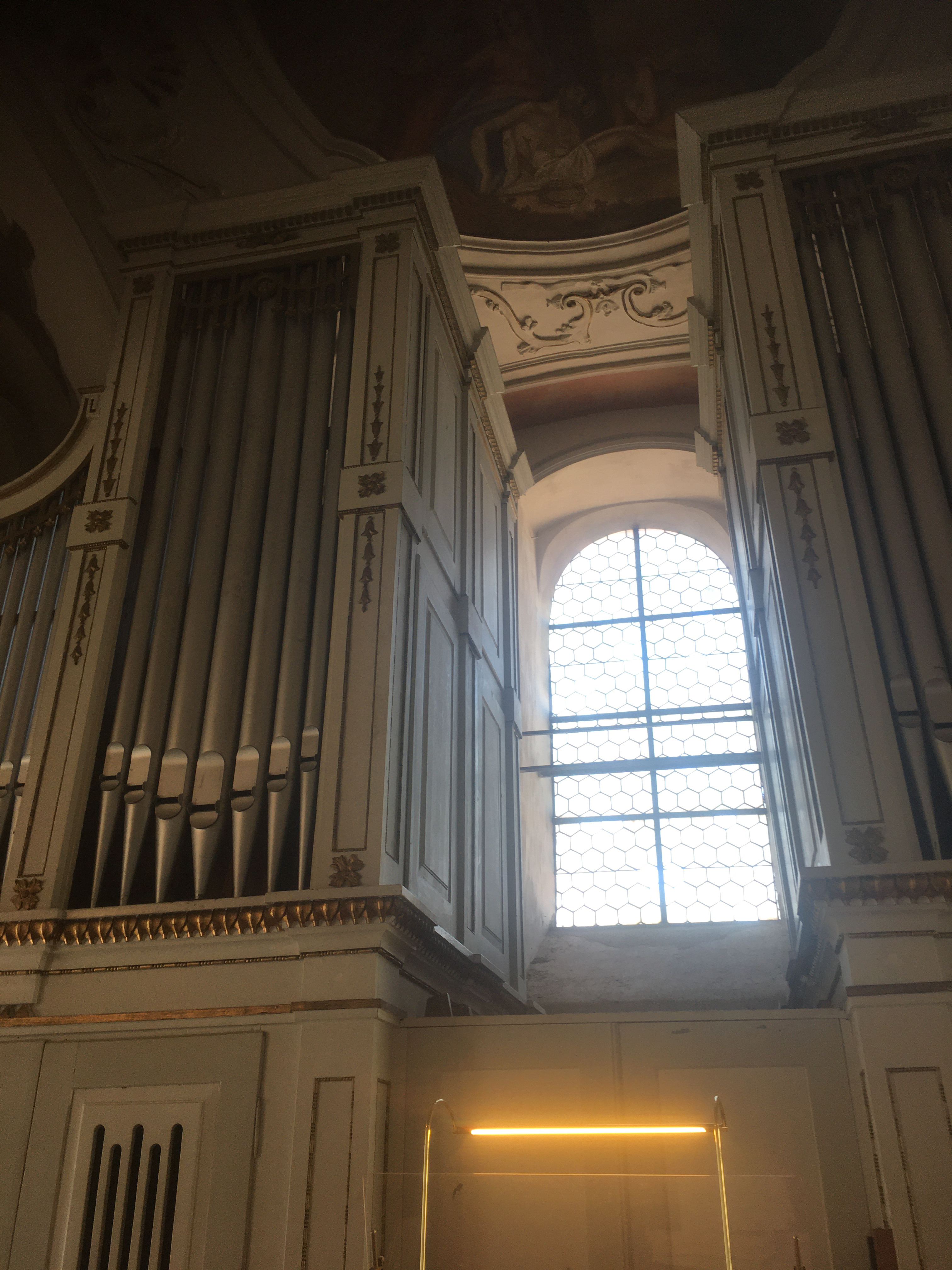
Orgel der Marienkirche

Die Marienkirche verfügt über eine mit mechanischen Kegelladen angesteuerte Orgel. Sie ist um ein Fenster herum gebaut, unterhalb des Fensters befindet sich die Windversorgung, sowie der in Altarraum ausgerichtete Spieltisch, links und rechts davon befinden sich die 3 Divisionen Hauptwerk, Pedalwerk und Unterwerk, aufgeteilt in c- und cis-Lade. Das Unterwerk liegt hinter der Gehäusewand auf Höhe des Spieltischs, darüber, auf der Höhe der im Prospekt zu sehenden Zinkpfeifen das Hauptwerk, und dahinter das Pedalwerk. Die Orgel verfügt über 18 klingende Register, einen Tremulant, der sich beiden Manualwerken zuordnen lässt, und per Potentiometer regulierbar ist, sowie Manual und Pedalkoppeln, und drei feste Kombinationen: Flötenchor, Pleno, und Tutti.
Die Disposition der Orgel:
| Hauptwerk C–f3 |       |
| Prinzipal      | 8′    |
| Flöte          | 8′    |
| Gambe          | 8′    |
| Oktav          | 4′    |
| Hohlflöte      | 4′    |
| Nasard         | 2 ⁄3′ |
| Oktave         | 2′    |
| Mixtur III–IV  |       |
| Regal          | 8′    |

| Unterwerk C–f3 |    |
| Gedackt        | 8′ |
| Salicional     | 8′ |
| Flöte          | 4′ |
| Prinzipal      | 2′ |
| Sesquialter II |    |

| Pedal C–d1  |     |
| Subbass     | 16′ |
| Oktavbass   | 8′  |
| Gedacktbass | 8′  |
| Choralbass  | 4′  |

## Heutige Nutzung
Messen finden in der Marienkirche in der Regel nur an Marienfesten statt. Regelmäßig genutzt wird die Marienkirche für das Taizé-Gebet, das jeden Freitagabend stattfindet; weiterhin finden in der Kirche auch regelmäßig die Schülergottesdienste der Mädchenrealschule St. Gertrudis statt. Die Marienkirche wird außerdem von der Kirchengemeinde St. Vitus für Requien, Rosenkränze und Hochzeiten genutzt.

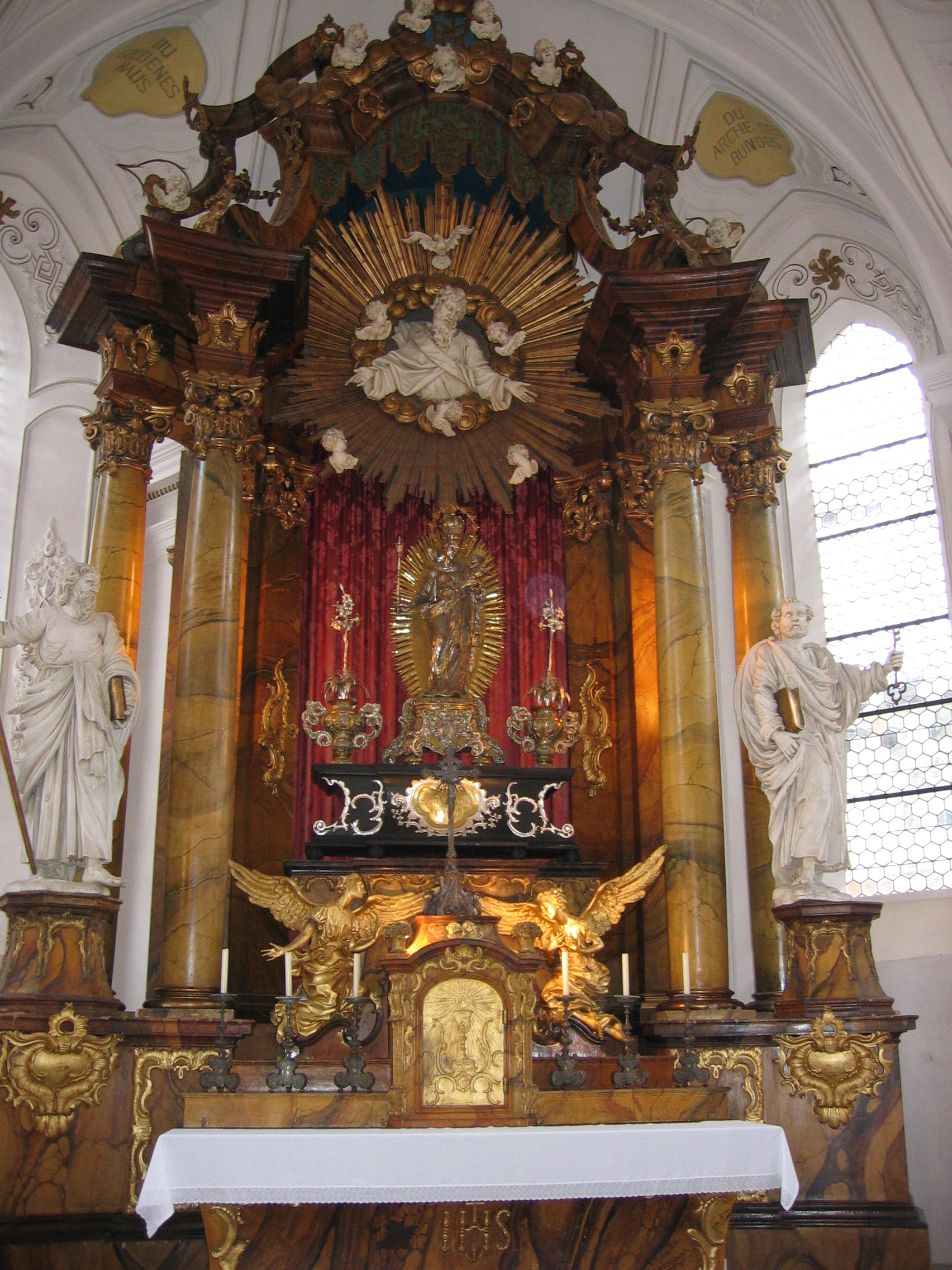
Silberaltar von Ignaz Emer
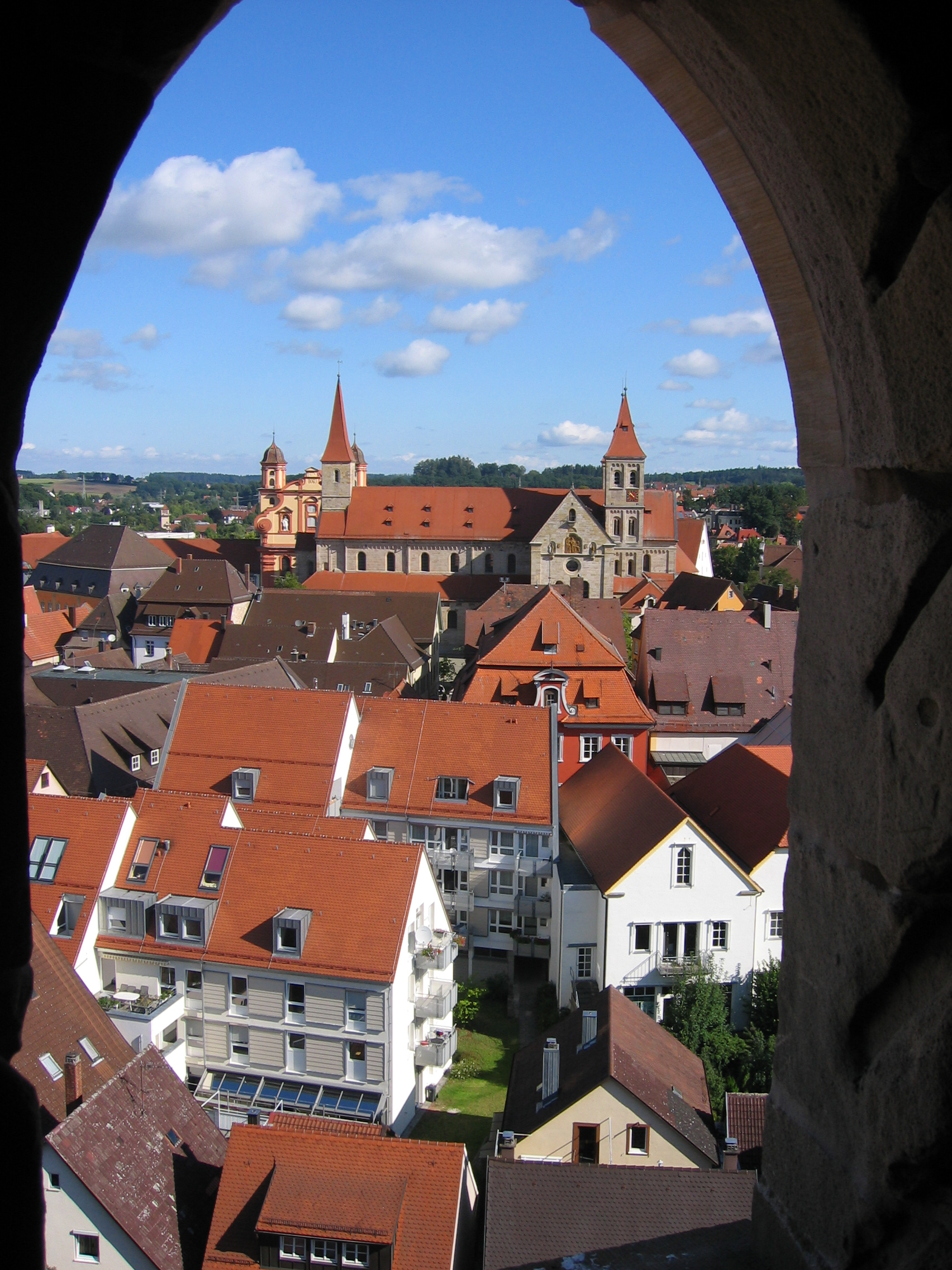
Blick vom Turm der Marienkirche über die Stadt auf die Basilika St. Vitus
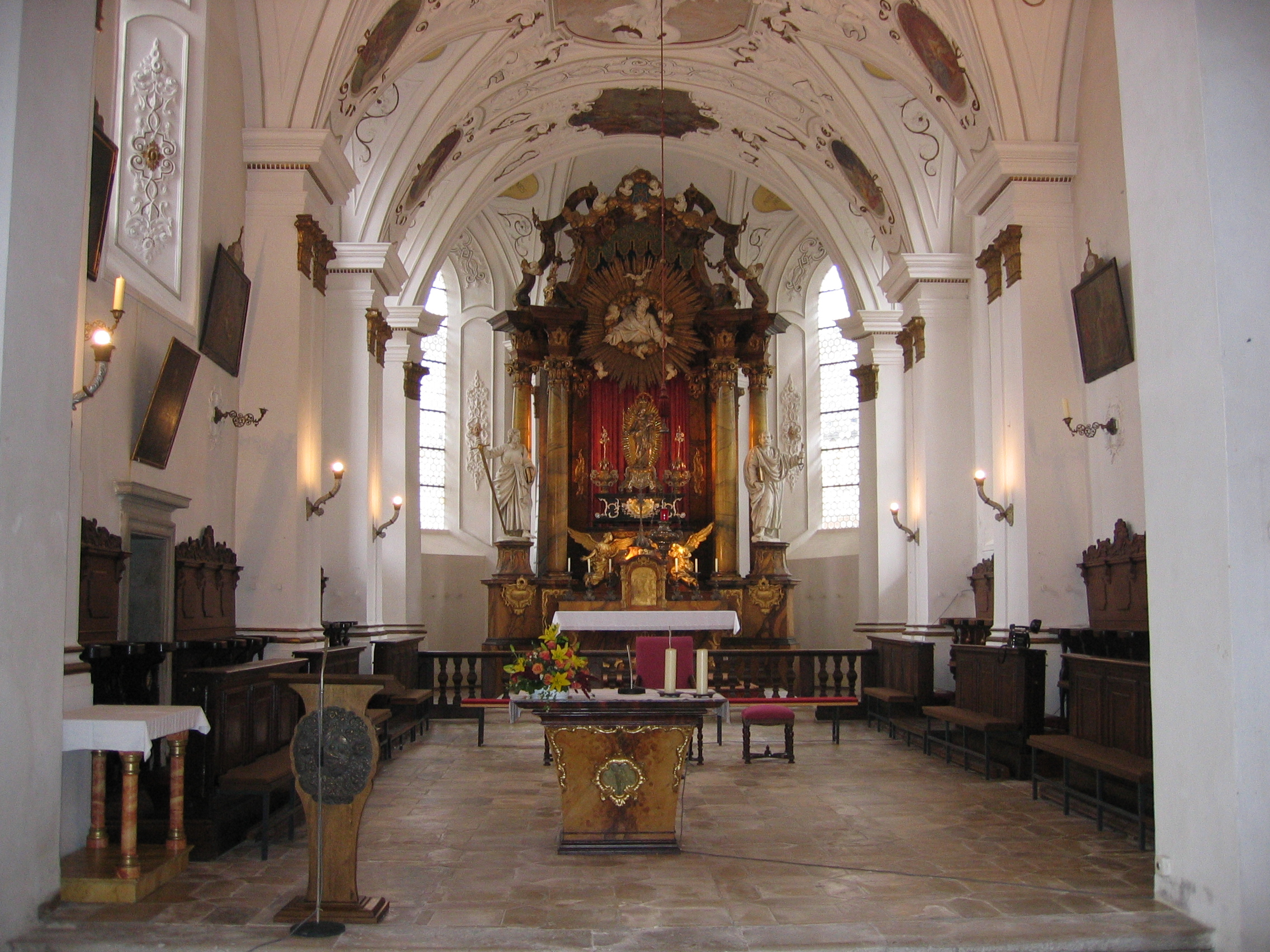
Altarraum der Marienkirche